# Himno de Suiza
El Salmo Suizo o Cántico Suizo (en alemán Schweizerpsalm; en francés Cantique suisse; en italiano Salmo Svizzero; en romanche Psalm svizzer) es el himno nacional de Suiza.
La historia del actual himno nacional suizo data de 1841, cuando el himno fue compuesto por el monje cisterciense de la abadía de Wettingen Alberik Zwyssig (1808-1854). Desde entonces el himno fue cantado frecuentemente en eventos nacionales. En 1961 fue admitido provisionalmente, hasta que fue declarado himno oficial de la Confederación el 1 de abril de 1981.

## Historia
Hasta finales del siglo XIX Suiza no tenía ningún himno nacional. El primer himno patriótico utilizado en Suiza fue el Rufst du mein Vaterland (en francés: Ô Monts indépendants, en italiano: Ci chiami o patria, en romanche: E clomas, tger paeis), compuesto en 1811 por Johann Rudolf Wyss (1743-1818) con la melodía de God Save the King y utilizado hasta 1961.
Por su parte el Salmo/Cántico suizo fue compuesto en 1841 por Alberik Zwyssig con la letra de Leonhard Widmer (1809-1867). Desde esta fecha el himno fue cantado frecuentemente en eventos patrióticos, en los que los coros de hombres de todo el país lo agregaron a su repertorio con traducciones en Romandía y la Suiza italiana. El Consejo Federal declinó en varias ocasiones el declarar este canto como himno oficial, ya que el pueblo debía elegir la canción que quería como himno, puesto que Rufst du mein Vaterland era utilizado para las ceremonias políticas y militares.
El hecho de que el himno suizo (Rufst du mein Vaterland) tuviera la melodía de God Save the King, ocasionó algunas situaciones incómodas cuando los dos himnos eran "cantados" al mismo tiempo. El himno actual de origen cien por ciento helvético remplaza entonces provisionalmente en 1961 el himno Rufst du mein Vaterland.
Tras un período de ensayo de tres años con un estatus provisional prolongado hasta 1965, el salmo/cántico suizo obtuvo el rango de himno nacional por un período ilimitado. El estatus provisional fue suprimido 10 años más tarde, sin excluir la posibilidad de un cambio futuro. En 1979 es lanzada una convocatoria para buscar el sucesor del salmo/cántico suizo. A pesar de las numerosas propuestas, ninguna composición obtuvo tanto apoyo como el canto de Zwyssig.
El Salmo/Cántico suizo obtuvo finalmente su estatus definitivo el 1 de abril de 1981, gracias al Consejo Federal que constató que se trataba de un canto suizo, digno y solemne. Sin embargo, la popularidad del himno nacional suizo no es muy alta; se ha demostrado en varias encuestas que al menos un tercio de las personas indagadas no conocen el himno nacional y que solo un pequeño porcentaje es capaz de cantarlo todo de memoria.
Ha habido dos tentativas de reemplazar el himno, la primera en 1986 propuesta por la Alianza Nacional, que proponía la canción Roulez les tambours del francófono Henri-Frédéric Amiel; la segunda fue propuesta por la Fundación Pro CH 98 que propuso un canto compuesto por el argoviano Christian Daniel Jakob. No obstante, ninguna de las dos dio resultado.

## Letra
El texto original fue escrito en alemán por Leonhard Widmer (1809-1867). Las versiones en las otras lenguas oficiales suizas fueron escritas posteriormente y no se trata de traducciones, ya que los textos tienen sentidos diferentes. Además existen dos versiones en dos lenguas retorromanas: la primera en ladín (escrita por Gion Antoni Bühler (1825-1897)) y la segunda en romanche, dialecto Sursilvan (escrita por Alfons Tuor (1871-1904)).

## Modificación
A partir del 30 de marzo de 2015, los ciudadanos de Suiza podrán elegir un nuevo himno nacional para su país en una votación organizada en Internet.
De un total de 208 propuestas iniciales seis serán sometidas a la consulta en línea para determinar hasta el 15 de mayo próximo las tres mejores.
Después, esas tres propuestas seguirán en la votación en Internet hasta el 6 de septiembre, antes de una gala en la televisión pública suiza el 12 de septiembre en la que los telespectadores podrán votar una vez más vía teléfono y mensajes de texto.
El tema más votado será aceptado por el Gobierno federal helvético como nuevo himno nacional de Suiza.
Los textos del nuevo himno deben estar basados en el preámbulo de la Constitución federal suiza, que destaca los valores centrales del país como la democracia, diversidad, libertad, paz y solidaridad.
| Leonhard Widmer (1809-1867). Trittst im Morgenrot daher, Seh'ich dich im Strahlenmeer, Dich, du Hocherhabener, Herrlicher! Wenn der Alpenfirn sich rötet, Betet, freie Schweizer, betet! Eure fromme Seele ahnt (bis) Gott im hehren Vaterland, Gott, den Herrn, im hehren Vaterland. Kommst im Abendglühn daher, Find'ich dich im Sternenheer, Dich, du Menschenfreundlicher, Liebender! In des Himmels lichten Räumen Kann ich froh und selig träumen! Denn die fromme Seele ahnt Gott im hehren Vaterland, Gott, den Herrn, im hehren Vaterland. Ziehst im Nebelflor daher, Such'ich dich im Wolkenmeer, Dich, du Unergründlicher, Ewiger! Aus dem grauen Luftgebilde Tritt die Sonne klar und milde, Und die fromme Seele ahnt Gott im hehren Vaterland, Gott, den Herrn, im hehren Vaterland. Fährst im wilden Sturm daher, Bist du selbst uns Hort und Wehr, Du, allmächtig Waltender, Rettender! In Gewitternacht und Grauen Lasst uns kindlich ihm vertrauen! Ja, die fromme Seele ahnt, Gott im hehren Vaterland, Gott, den Herrn, im hehren Vaterland. | Charles Chatelanat (1833-1907). Sur nos monts, quand le soleil Annonce un brillant réveil, Et prédit d'un plus beau jour le retour, Les beautés de la patrie Parlent à l'âme attendrie; Au ciel montent plus joyeux (bis) Les accents d'un cœur pieux, Les accents émus d'un cœur pieux. Lorsqu'un doux rayon du soir Joue encore dans le bois noir, Le cœur se sent plus heureux près de Dieu. Loin des vains bruits de la plaine, L'âme en paix est plus sereine, Au ciel montent plus joyeux (bis) Les accents d'un cœur pieux, Les accents émus d'un cœur pieux. Lorsque dans la sombre nuit La foudre éclate avec bruit, Notre cœur pressent encore le Dieu fort; Dans l'orage et la détresse Il est notre forteresse; Offrons-lui des cœurs pieux: (bis) Dieu nous bénira des cieux, Dieu nous bénira du haut des cieux. Des grands monts vient le secours; Suisse, espère en Dieu toujours! Garde la foi des aïeux, Vis comme eux! Sur l'autel de la patrie Mets tes biens, ton cœur, ta vie! C'est le trésor précieux (bis) Que Dieu bénira des cieux, Que Dieu bénira du haut des cieux. | Camillo Valsangiacomo (1898-1978). Quando bionda aurora il mattin c'indora l'alma mia t'adora re del ciel! Quando l'alpe già rosseggia a pregare allor t'atteggia; in favor del patrio suol, cittadino Dio lo vuol. Se di stelle è un giubilo la celeste sfera Te ritrovo a sera o Signor! Nella notte silenziosa l'alma mia in Te riposa: libertà, concordia, amor, all'Elvezia serba ognor. Se di nubi un velo m'asconde il tuo cielo pel tuo raggio anelo Dio d'amore! Fuga o sole quei vapori e mi rendi i tuoi favori: di mia patria deh! Pietà brilla, sol di verità Quando rugge e strepita impetuoso il nembo m'è ostel tuo grembo o Signor! In te fido Onnipossente deh, proteggi nostra gente; Libertà, concordia, amor, all'Elvezia serba ognor. | Gion Antoni Bühler (1825-1897). En l'aurora la damaun ta salida il carstgaun, spiert etern dominatur, Tutpussent! Cur ch'ils munts straglischan sura, ura liber Svizzer, ura. Mia olma senta ferm, Mia olma senta ferm Dieu en tschiel, il bab etern, Dieu en tschiel, il bab etern. Er la saira en splendur da las stailas en l'azur tai chattain nus, creatur, Tutpussent! Cur ch'il firmament sclerescha en noss cors fidanza crescha. Mia olma senta ferm, Mia olma senta ferm Dieu en tschiel, il bab etern, Dieu en tschiel, il bab etern. Ti a nus es er preschent en il stgir dal firmament, ti inperscrutabel spiert, Tutpussent! Tschiel e terra t'obedeschan vents e nivels secundeschan. Mia olma senta ferm, Mia olma senta ferm Dieu en tschiel, il bab etern, Dieu en tschiel, il bab etern. Cur la furia da l'orcan fa tremblar il cor uman alur das ti a nus vigur, Tutpussent! Ed en temporal sgarschaivel stas ti franc a nus fidaivel. Mia olma senta ferm, Mia olma senta ferm Dieu en tschiel, Il bab etern, Dieu en tschiel, il bab etern. |

## Traducción
Debido a que cada versión es diferente y oficial a la vez, es difícil hacer una traducción exacta del himno nacional suizo, pues se podrían crear cuatro traducciones diferentes (una para cada lengua).
Posible traducción al español del alemán.
| 1.er verso Entras en la madrugada, te veo en el mar brillante, Tu, tu Altísimo, Magnífico! Cuando los nevados Alpes se enrojecen, Orad, Suizos libres, orad! Vuestra piadosa alma presiente (bis) Dios en la venerable patria, Dios, el Señor, en la venerable patria. | 2º verso Vienes en el anochecer, Te encuentro en el ejército de estrellas, Tu, tu amigo del hombre, amoroso! En los espacios claros del cielo Puedo soñar contento y dichoso! Pues el alma piadosa presiente Dios en la venerable patria, Dios, el Señor, en la venerable patria. | 3.er verso Vas en la niebla, Te busco en el mar de nubes, Tú, Tu inescrutable, Eterno! De la formación de aire gris Entra el sol claro y suave, Y el alma piadosa presiente Dios en la venerable patria, Dios, el Señor, en la venerable patria. | 4º verso Navegas en una tormenta salvaje, Eres nosotros mismos guardia y defensa. Tú, todopoderoso gobernante, Salvador! En la tormentosa y gris noche Vamos a confiar puerilmente en él! Sí, el alma piadosa presiente Dios en la venerable patria, Dios, el Señor, en la venerable patria. |

Posible traducción al español del francés.
| 1.er verso Sobre los montes, cuando el sol Anuncia un brillante despertar, Y predice un mejor día el regreso, Las bellezas de la patria Hablan al alma enternecida; Al cielo suben mas alegres (bis) Los acentos de un corazón piadoso, Los acentos conmovidos de un corazón piadoso. | 2° verso Cuando un dulce rayo de la tarde Juega aún en el bosque negro, El corazón se siente más contento cerca de Dios. Lejos de los vanos ruidos de la planicie, El alma en paz está más serena, Al cielo suben mas alegres (bis) Los acentos de un corazón piadoso, Los acentos conmovidos de un corazón piadoso. | 3.er verso Cuando en la oscura noche El relámpago estaya con ruido, Nuestro corazón siente aún al Dios fuerte; En la tormenta y la angustia Él es nuestra fortaleza; Ofrezcamosle corazones piadosos: (bis) Dios nos bendecirá de los cielos, Dios nos bendecirá de lo alto de los cielos. | 4° verso De los grandes montes viene el socorro; Suiza, espera/cree siempre en Dios! Manten la fé de los antepasados, Vive como ellos! Sobre el altar de la patria Pon tus bienes, tu corazón, tu vida! Es el tesoro precioso (bis) Que Dios bendecirá de los cielos, Que Dios bendecirá de lo alto de los cielos. |

Posible traducción al español del italiano.